# Koales de Melbourne
Els Koales de Melbourne són una colla castellera de la ciutat de Melbourne, Austràlia fundada l'agost de 2014 amb motiu de la Via Catalana, concentració a la que van aixecar un pilar de 3. La van fundar en Jofre Bosch, la Marta Muñoz, la Carla Cava i en Jordi Poble amb el suport del Casal Català de Victòria i els Capgrossos de Mataró, possibles padrins.